# Johann August Corvinus

Marienhospital bei Wien

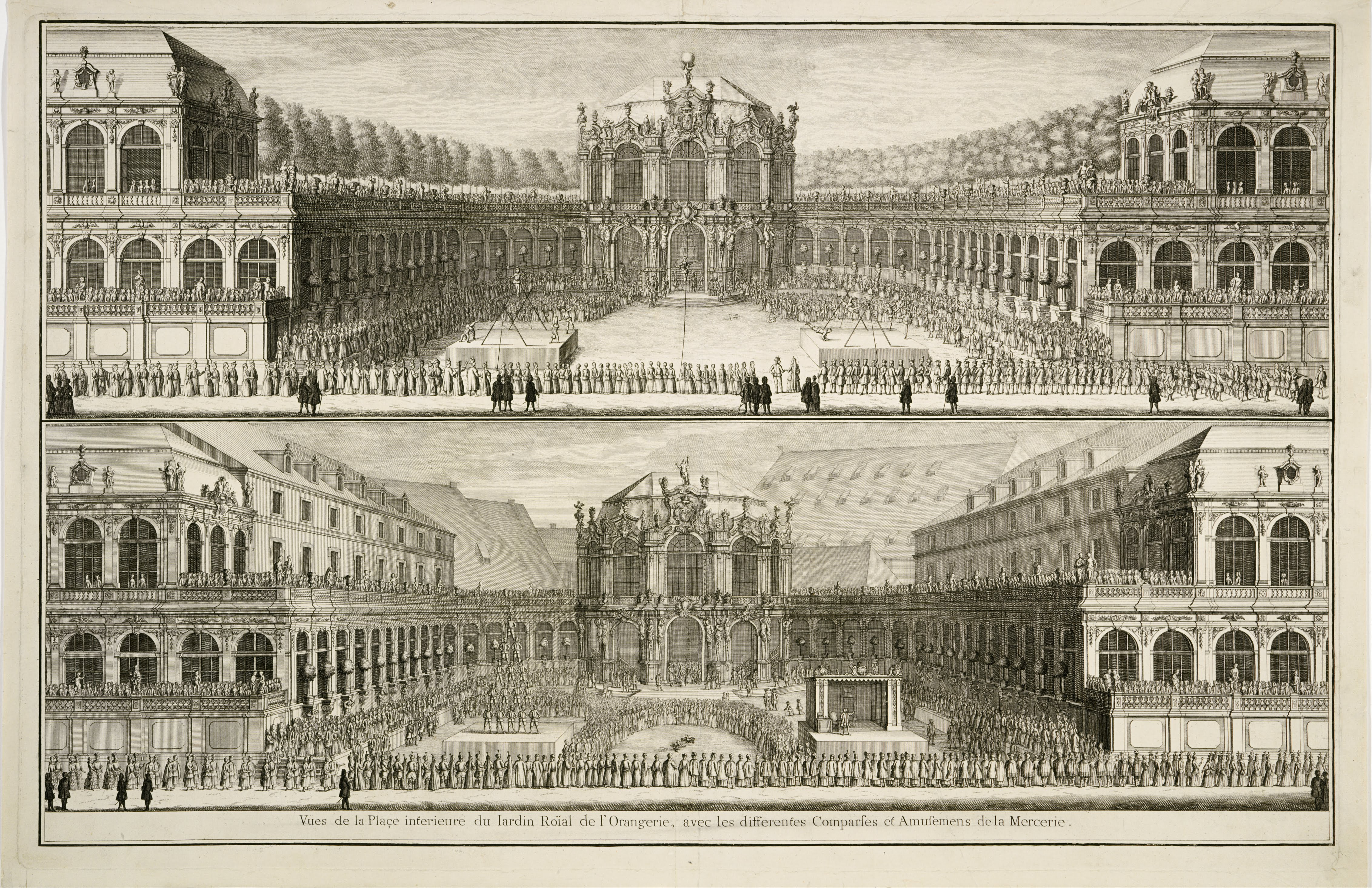
Orangerie

Johann August Corvinus (* 1683 in Leipzig; † 1738 in Augsburg) war ein Kupferstecher und Radierer in Augsburg. 
Er war der Lehrmeister von Salomon Kleiner. Arbeiten von Corvinus (u. a. Veduten nach Zeichnungen von Salomon Kleiner) wurden hauptsächlich vom Augsburger Kunstverleger Jeremias Wolff ediert, z. B. dekorative Belagerungsszenen aus dem Spanischen Erbfolgekrieg in dem mit Paul Decker (dem Älteren) herausgegebenen Werk Repraesentation belli, ob successionem in Regno Hispanico (um 1715), oder im 1740 von Johann Andreas Pfeffel in Augsburg herausgegebenen Magnifica Pulchritudine et validissimis Munitionibus per orbem celeberrima Ducalis et Episcopalis Residentia Wurzburgum seu Herbipolis in Franconia.